# The Hand That Rocks the Wheelchair
The Hand That Rocks the Wheelchair («Рука, качающая коляску») — двенадцатый эпизод девятого сезона мультсериала «Гриффины», премьера которого состоялась 6 марта 2011 года на канале FOX.

## Сюжет
Брайан намекает Стьюи на то, что он размяк и больше не тот, что прежде. Стьюи решает изобрести машину, при помощи которой он вернется в прежнее состояние. Машина «не срабатывает», и Стьюи и Брайан уходят, ещё не зная о том, что только что они изобрели злого Стьюи — существо, объединившее в себе все отрицательные качества Стьюи и не взяв ни одного положительного.
Тем временем Мэг начинает ухаживать за Джо и его дочкой во время отъезда Бонни, попутно влюбляясь в Джо.
Злой Стьюи убивает людей и устраивает беспорядки. Брайан и Стьюи устроили засаду, привязав Брайана к столбу. Злой Стьюи не заставляет себя ждать, и Стьюи и его злое воплощение начинают схватку, попутно оставшись в одних лишь подгузниках. Так как они остались неотличимыми друг от друга, Брайан не знал, где кто. Но с помощью вопроса, заданного обоим Стьюи, он понимает, кто есть кто, и убивает злого.
Тем временем Бонни возвращается в город, но Мэг не хочет расставаться с Джо и потому при выходе из аэропорта подсовывает Бонни в сумочку пистолет(а она думала что они обнаружили "травку" который родственник Бонни попросил доставить, иначе будет хуже). Бонни сажают на несколько суток. Мэг ведёт себя с Джо, как жена с мужем(Лоис напомнила что Мэг начинает поступать как те сиделки которые влюбляются в пациентов). Джо объясняет ей, что они не могут быть вместе. Мэг «всё понимает» и бросается под машину Джо во время очередного вызова. Она мотивирует это тем, что «они с Джо будут вместе, так как она — тоже инвалид». К счастью, она сильно не пострадала, а Бонни, отпущенная из тюрьмы, объясняет ей, что она ещё найдет свое счастье. Мэг всё понимает. Теперь уже по-настоящему.